# Kurt Hornfischer
Kurt Hornfischer, né le 1er février 1910 à Gera et mort le 18 janvier 1958 à Nuremberg, est un lutteur allemand spécialiste de la lutte gréco-romaine.

## Carrière
Kurt Hornfischer participe aux Jeux olympiques d'été de 1936 à Berlin et remporte la médaille de bronze dans la catégorie des poids lourds.